# Augusta de Saxe-Gota-Altemburgo
Augusta de Saxe-Gota-Altemburgo, Princesa de Gales, Duquesa de Edimburgo (Gota, 30 de novembro de 1719 – Londres, 8 de fevereiro de 1772) foi Princesa de Gales por casamento com Frederico, Príncipe de Gales, filho mais velho e herdeiro aparente do rei Jorge II. Ela nunca se tornou rainha consorte, pois Frederico faleceu antes de seu pai em 1751. O filho mais velho de Augusta sucedeu seu sogro como Jorge III em 1760. Após a morte de seu esposo, Augusta foi a regente presuntiva da Grã-Bretanha no caso de uma regência, até que seu filho atingiu a maioridade em 1756.

## Vida
Augusta nasceu em Gota, a sexta filha do duque Frederico II de Saxe-Gota-Altemburgo e da princesa Madalena Augusta de Anhalt-Zerbst.
Aos dezesseis anos, sem falar virtualmente nenhum inglês, chegou à Grã-Bretanha para a sua cerimónia de casamento, que se realizou a 8 de maio de 1736, na Capela Privada do Palácio de St. James, em Londres. Apesar da diferença de doze anos entre os noivos, o casamento aparentou ser feliz. Tiveram nove filhos, sendo que o último nasceu depois da morte de Frederico. O nascimento da primeira filha, a princesa Augusta Carlota de Gales (mãe de Carolina de Brunsvique), no dia 31 de agosto de 1737, aconteceu no Palácio de St. James, depois de a princesa Augusta ser forçada por Frederico a viajar de Hampton Court enquanto estava em trabalho de parto, simplesmente para impedir que os seus odiados pais, o rei Jorge II e rainha Carolina, estivessem presentes.
Com a morte do príncipe de Gales, seu papel como mãe do herdeiro aparente da Coroa tornou-se mais importante, e ela foi nomeada regente prospectiva, causando uma controvérsia política. Pouco tempo depois, ela começou a ser influenciada por John Stuart, 3° Conde de Bute, o tutor de seu filho, e surgiram rumores de que eles estariam a ter um caso amoroso, devido às visitas constantes à princesa, que se mantinha inexorável. Ambos foram expostos ao ridículo pela imprensa. Mesmo com a acessão de Jorge III, a princesa Augusta sofreu hostilidade muito difundida do público. Augusta morreu de câncer na garganta aos cinquenta e dois anos em Carlton House, e seu processo de funeral atraiu desordeiros que seguiram o caixão até a tumba, insultando Augusta. Ela está enterrada na Abadia de Westminster.

## Jardins de Kew
A princesa Augusta amplamente alargou os Reais Jardins Botânicos de Kew, depois da morte de seu marido. O arquiteto sir William Chambers construiu muitas estruturas de jardins para ela. Uma delas, o pagode [chinês construído em 1761, ainda está lá.

## Títulos, estilos, honras e brasão

### Títulos e estilos
- 30 de novembro de 1719 – 17 de abril de 1736: Sua Alteza Sereníssima, a Princesa Augusta de Saxe-Gota, Duquesa da Saxônia.
- 17 de abril de 1736 – 31 de março de 1751: Sua Alteza Real, a Princesa de Gales,
Duquesa de Edimburgo.
- 31 de março de 1751 – 8 de fevereiro de 1772: Sua Alteza Real, a Princesa-viúva de Gales, Duquesa-viúva de Edimburgo.

### Brasão
| Brasão de Augusta como Princesa de Gales |

## Descendência

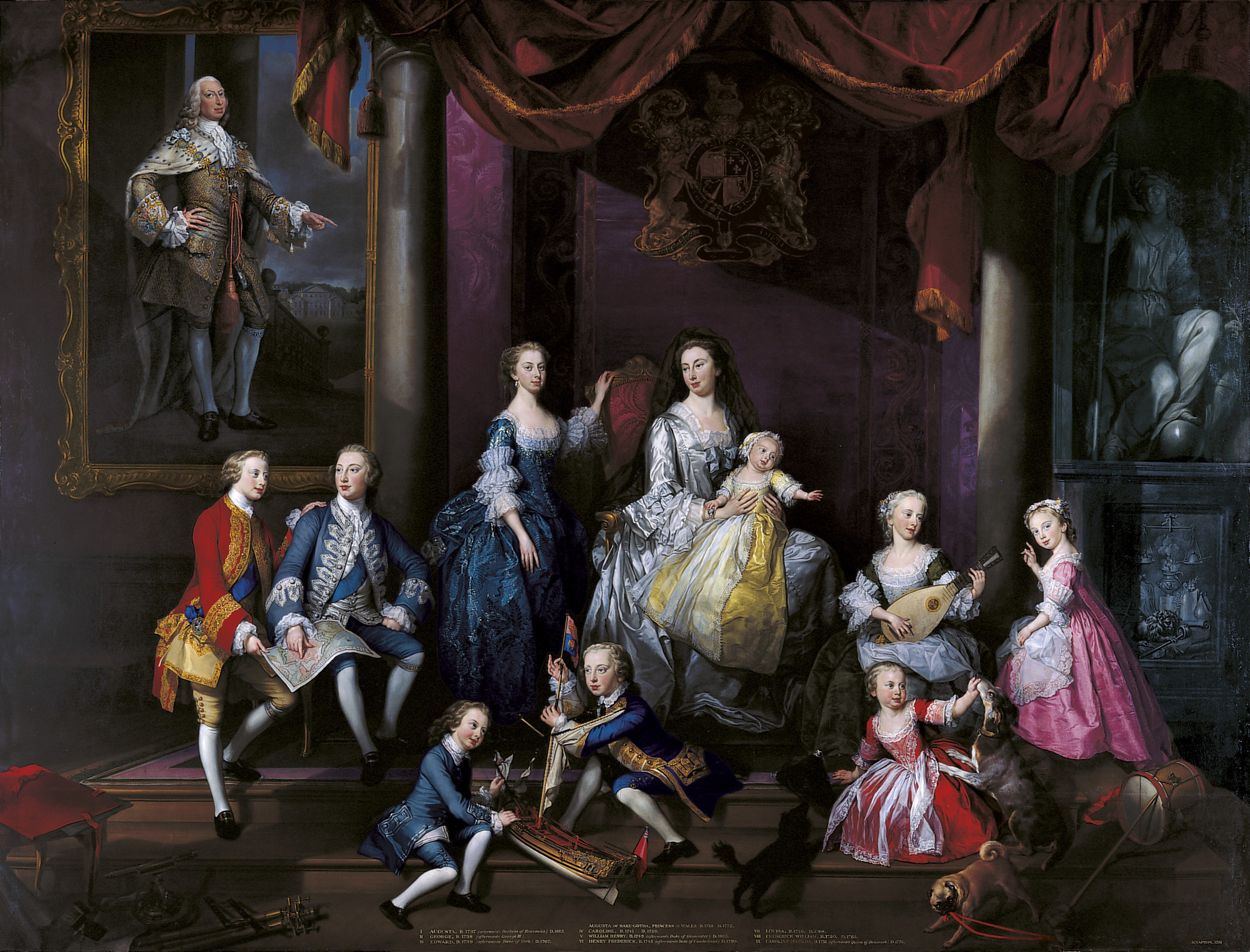
A Família de Frederico, Príncipe de Gales, por George Knapton em 1751 na Royal Collection. Esquerda para direita: Eduardo, Jorge, Augusta, a Princesa de Gales com Carolina Matilde, Isabel, Luísa, Frederico, Guilherme e Henrique.

| Nome                                                | Nascimento             | Morte                  | Notas                                                                                      |
| --------------------------------------------------- | ---------------------- | ---------------------- | ------------------------------------------------------------------------------------------ |
| Augusta da Grã-Bretanha                             | 31 de agosto de 1737   | 31 de março de 1813    | Casou-se com Carlos Guilherme Fernando, Duque de Brunsvique-Volfembutel, com descendência. |
| Jorge III do Reino Unido                            | 4 de junho de 1738     | 29 de janeiro de 1820  | Casou-se com Carlota de Mecklemburgo-Strelitz, com descendência.                           |
| Eduardo, Duque de Iorque e Albany                   | 25 de março de 1739    | 17 de setembro de 1767 | Não se casou, morreu aos 28 anos.                                                          |
| Isabel da Grã-Bretanha                              | 30 de dezembro de 1740 | 4 de setembro de 1759  | Morreu aos 18 anos.                                                                        |
| Guilherme Henrique, Duque de Gloucester e Edimburgo | 14 de novembro de 1743 | 25 de agosto de 1805   | Casou-se com Maria Walpole, com descendência.                                              |
| Henrique, Duque de Cumberland e Strathearn          | 7 de novembro de 1745  | 18 de setembro de 1790 | Casou-se com Ana Luttrell, sem descendência.                                               |
| Luísa de Gales                                      | 19 de março de 1749    | 13 de maio de 1768     | Morreu aos 19 anos.                                                                        |
| Frederico da Grã-Bretanha                           | 13 de maio de 1750     | 29 de dezembro de 1765 | Morreu aos 15 anos.                                                                        |
| Carolina Matilde da Grã-Bretanha                    | 11 de julho de 1751    | 10 de maio de 1775     | Casou-se com Cristiano VII da Dinamarca, com descendência.                                 |

## Homenagens
Em sua homenagem, foram batizados os seguintes lugares:
- Augusta, na Geórgia, EUA.[6]
- Condado de Augusta, na Virgínia, EUA.[7]
- Fort Augusta, no Condado de Northumberland, Pensilvânia, EUA.[8]